# Robert Keohane
Robert Owen Keohane (født 3. oktober 1941) er en amerikansk forsker, som står som eksponent for den neoliberale institutionalisme, i studiet af international politik. Han er i dag professor i politisk videnskab ved Woodrow Wilson School på Princeton University.